# 杵築日出警察署
杵築日出警察署（きつきひじけいさつしょ）は、大分県警察が管轄する警察署のひとつである。

## 概要
杵築警察署と日出警察署を統合して2012年4月1日に設置された。
統合前の各警察署の管轄地域は以下のとおりであり、平成の大合併での杵築市の合併によって、警察署の管轄地域と市町の区域とが交錯する状態になっていた。
- 旧杵築警察署
  - 杵築市のうち旧杵築市
  - 杵築市のうち旧西国東郡大田村
- 旧日出警察署
  - 速見郡日出町
  - 杵築市のうち旧速見郡山香町

統合後の杵築日出警察署の管轄地域は、両警察署の管轄地域を合わせた杵築市及び速見郡日出町となり、地域により管轄署が分かれていた杵築市の全域が含まれた。
杵築日出警察署の庁舎は、旧日出警察署の庁舎を利用して、速見郡日出町大字藤原に置かれる。また、旧杵築警察署の庁舎には、杵築幹部交番が置かれる。

## 沿革
- 2012年（平成24年）4月1日 - 杵築警察署と日出警察署を統合して、杵築日出警察署を設置。

杵築警察署及び日出警察署の沿革については、各警察署の記事参照。

## 交番・駐在所
- 杵築幹部交番 - 杵築市大字杵築665-465
- 八坂警察官駐在所 - 杵築市大字本庄196-1
- 大田警察官駐在所 - 杵築市大田石丸1073
- 豊岡警察官駐在所 - 速見郡日出町大字豊岡915-1
- 大神警察官駐在所 - 速見郡日出町大字大神3160-28
- 山香上警察官駐在所 - 杵築市山香町大字久木野尾3850-1
- 山香中警察官駐在所 - 杵築市山香町大字内河野2724-3
- 立石警察官駐在所 - 杵築市山香町大字立石1260-3

## アクセス
- JR九州日豊本線日出駅から約1.4km

## 主な未解決事件
- 杵築日出警察署死亡ひき逃げ事件[4]